# Клинтон, Динара Анверовна
Динара Анверовна Клинтон ― украинская и российская пианистка, лауреат международных конкурсов.

## Биография
Динара Клинтон родилась 6 июля 1989 года в Харькове. Мать — преподаватель фортепиано. Своё обучение музыке Динара начала в 4,5 года у педагога Харьковской Средней специальной музыкальной школы Ирины Кривонос. В 1996 году поступила в 1-й класс ХССМШ к преподавателю Светлане Захаровой.
В 1998 году, будучи самой юной финалисткой в истории конкурса, завоевала 1-ю премию на конкурсе Владимира Крайнева. Маэстро заметил девочку и принял участие в её судьбе: Динара стала стипендиаткой Благотворительного фонда Владимира Крайнева и неоднократно выступала на одной сцене с великим пианистом.
В 2001—2007 годах в Динара обучалась в Центральной музыкальной школе при МГК им. Чайковского в классе Заслуженного артиста России, профессора Валерия Пясецкого. В марте 2004 года стала лауреатом 2-й премии Международного Юношеского конкурса им. П. И. Чайковского, который проводился в Японии в г. Курасики. В мае 2004 года представила Россию на «Евровидении для молодых музыкантов» и принесла 3-ю премию. В 2007 году Динара прошла отбор и стала самой юной участницей XIII Международного конкурса им. Чайковского в Москве. В августе 2007 года, в возрасте 18 лет, стала лауреатом конкурса им. Ф. Бузони в Больцано, Италия, разделив 2-е место с Софией Гуляк (1 место не было присуждено).
В 2007—2012 годах Динара являлась студенткой Московской Государственной Консерватории им. П. И. Чайковского в классе Народной артистки России, профессора Элисо Вирсаладзе. В 2008 году изменила фамилию с «Наджафова» на «Клинтон».
С 2012 года по 2017 — студентка Королевского колледжа музыки в Лондоне (Royal College of Music London) по классу Дины Парахиной. С апреля 2019 года — профессор Королевского музыкального колледжа в Лондоне

## Премии на международных конкурсах
- 1997 — «Virtuosi per Musica del Pianoforte», Чехия (I премия)
- 1998 — Международный конкурс Владимира Крайнева, Украина (I премия)
- 2003 — Международный конкурс им. Зайлера, Германия (I премия)
- 2004 — Международный юношеский конкурс им. Чайковского, Япония (II премия)
- 2004 — Конкурс молодых музыкантов «Евровиденье», Швейцария (III премия)
- 2006 — Международный конкурс Владимира Крайнева, Украина (Гран-при)
- 2006 — Диплом Международного конкурса пианистов в Хамамацу, Япония
- 2007 — Международный конкурс им. Ф. Бузони, Италия (II премия)
- 2009 — Международный конкурс пианистов в Тбилиси, Грузия, (II премия)
- 2010 — Международный конкурс «Inerlaken Classic», Швейцария (Гран-при)
- 2013 — Международный конкурс им. Падеревского, Польша (II премия)